# Museu Etnològic de Creta
El Museu Etnològic de Creta és una institució amb seu a 2 km del Palau de Phaistos, al llogaret de Voroi. Fou inaugurat el 1988 i va rebre un premi del consell d'Europa el 1992. El museu inclou objectes de la vida diària dels cretencs i està dividit en 7 seccions: menjar, arquitectura, vestits i tradicions, producció, transport, teixits, i organització social.

## Història
El Museu de Creta Etnologia va ser establert institucionalment el 1973 com una iniciativa de l'Associació Cultural Mesara. Entre 1973 i 1981, es va centrar en la planificació de tot el museu i centre d'investigació i després d'obtenir el patrocini del Ministeri de Cultura grec i va ser construït entre 1977 i 1981, i més endavant van realitzar projectes educatius amb finançament europeu. In 1988 it formally opened as a museum with its first exhibits. El 1988 es va inaugurar formalment com un museu amb les seves primeres exposicions. El 1992, el museu va guanyar el Premi Museu Europeu de l'Any (ΕΜΥΑ) del Consell d'Europa.